# Église Saint-Sauve d'Essigny-le-Grand
L'église Saint-Saulve d'Essigny-le-Grand est une église située à Essigny-le-Grand, en France.

## Description
L'église est dédiée à Saint Sauve, évêque d'Angoulême,.

## Localisation
L'église est située sur la commune de Essigny-le-Grand, dans le département de l'Aisne.